# Szentirmay Jánosné
Szentirmay Jánosné (Kranixfeld Terézia; Relly néni) (Sopron, 1899. november 4. – 2009. február) Magyarország legidősebbjének tartott lakosa volt 2009-ig.

## Élete
1923-ban kapta meg a felső nép- és polgári iskolai tanári diplomáját. Az Orsolya-, a Halász utcai, valamint Sopron környéki iskolákban tanított, az Orsolya-iskolából ment nyugdíjba 1954-ben, 55 éves korában. Legendás volt pedagógiai érzéke, a legkezelhetetlenebb diákokat mindig rá bízták. Unokáinak, diákjainak gyakran mondta: "becsületesen kell dolgozni, tiszta lelkiismerettel élni, s nem kell megijedni a feladatoktól".
Mély vallásosság jellemezte az idős hölgyet: 99 éves korában még egyedül ment el a Julianeumba misére. Férjét, Szentirmay Jánost, aki pénzügyminisztériumi főtanácsos volt, 1941-ben elveszítette, majd leányát, a 11 éves Évát a rá következő évben. Fiát, aki 2004-ben hunyt el egyedül nevelte fel.
Túl a 90-en Relly néni látása már igen megromlott, időszakosan nagyot is hallott, dédunokái látogatásának örült a legjobban. Relly néni 2008. november 4-én ünnepelte 109. születésnapját, melyről a Kisalföld is beszámolt, akárcsak az ország legszebb korú lakosának gránitdiplomájának átvevéséről is, a Soproni Legszentebb Megváltóról Nevezett Irgalmas Nővérek tanítóképzőjében. 2009 februárjában halt meg, 109 évesen.